# Prix Louis Sauve
Prix Louis Sauve är ett montélopp för fem-tioåriga hingstar, valacker och ston som äger rum i maj på Hippodrome de Vincennes i Paris i Frankrike. Det är ett Grupp 3-lopp, man måste minst ha sprungit in 54 000 euro för att få starta.
Loppet rids över 2700 meter på stora banan på Vincennes, med voltstart. Den samlade prissumman är 90 000 euro, och 40 500 euro i första pris.

## Vinnare
| År   | Häst            | Efter         | Kusk             | Tränare             | Tid    |
| ---- | --------------- | ------------- | ---------------- | ------------------- | ------ |
| 2025 | Impala de Val   | Viking de Val | Benjamin Rochard | Pierre Edouard Mary | 1'11"7 |
| 2024 | Go For The Gold | Ready Cash    | Mathieu Mottier  | Thierry Duvaldestin | 1'11"8 |